# 소야 (가수)
소야(본명: 김소야, 1990년 4월 2일 ~ )는 대한민국의 가수이다. 가수 김종국의 5촌 조카로 잘 알려져 있기도 하다. 김종국이 소야의 5촌 당숙으로 부른다. 또 다른 5촌 조카로 알려진 모델 우승희가 있다.

## 학력
- 서울청담초등학교 (졸업)
- 청담중학교 (졸업)
- 청담고등학교 (졸업)
- 호원대학교 실용음악과 (졸업)

## 발매 음반
- 2008년 : KBS 《그들이 사는 세상》 OST - ‘눈물아 슬픔아’ / ‘사랑일까요’
- 2009년 : KBS 《남자 이야기》 OST - ’사랑하지마’, ’마지막 바램’, ’So High’
- 2010년 4월 23일 : 소야앤썬(Soya n` sun) ’웃으며 안녕’
- 2010년 1월 6일 : 매일매일 사랑해 (Single) - 소야, 김종국
- 2010년 : 김종국(feat. soya) - ’다 알면서’
- 2011년 : 마이티 마우스(feat. soya) - ’톡 톡’
- 2012년 7월 19일 : ’내가 나빴어’ - 소야앤썬(Soya n` sun)
- 2012년 : 마이티 마우스(feat. soya) - ‘랄랄라’
- 2012년 : 마이티 마우스(feat. soya) - ’나쁜놈’
- 2015년 : 소야, KK(정규음반) - ’내편남편’
- 2015년 : 마이티 마우스(feat. soya) - ’Nice 2 meet U’
- 2018년 : SOYA Color Project Vol.1 `SHOW`
- 2018년 : 오아시스 (SOYA Color Project Vol.2 OASIS)
- 2018년 : SBS 《스위치 - 세상을 바꿔라》 OST - ’스위치’
- 2018년 : SOYA Color Project Vol.3 Y-SHIRT
- 2018년 : KBS 《내일도 맑음》 OST - ’아무래도 사랑인가봐’
- 2018년 : SOYA 1st Mini Album ‘Artist'
- 2018년 : MBC 《대장금이 보고있다》 OST - ’대장금이 보고있다’
- 2019년 : Olive 《은주의 방》 OST - ’Sometimes’
- 2019년 04. 24 : 늘어진 우리의 연애 (fade Away)
- 2019년 09. 27 : 이별에 베인 사랑까지도
- 2020년 03. 04 : KBS 2TV 수목 드라마 안녕? 나야!(feat 딘딘).OST - 룰라의 곡 3!4!(리메이크)